# Fargetta
Mario Fargetta (született 1962. július 19-én) olasz house/elektronikus zenei DJ, producer, lemezkiadó, zeneszerző és remixer. Leginkább a The Tamperer featuring Maya együttesből ismert, és 2005 óta a Get Far (=juss messzire) nevű projektből, amely az utónevéből származik és abból, hogy az olasz dance hangzásvilágán túl más hangzások felé is szeretne mozdulni dalaival, amit egyébként az 1980-as évek vége óta folytat. Get Far-ként bejutott az amerikai Hot Dance Airplay élmezőnyébe 2010 augusztusában a "The Radio" klubslágerével.

## Karrier
Fargetta a karrierjét DJ-ként kezdte 16 évesen. Ettől kezdve Európa-szerte felfigyeltek rá az előadóművészek. 1992-ben első kislemezét, a Music-ot a teljes nevét használva adta ki. Fargetta ezenkívül rádiós DJ-ként is dolgozik, az olasz Radio DeeJay-en van saját műsora.
1997-ben Fargetta először mixelt a Dancemania válogatás sorozatban, a Dancemania 4-en. Ezt követően a Dancemania 5-ön mint vezető DJ működött közre.
2004-ben zenét szerzett a Karácsonyi ének olasz tévéfilm verziójához.
2006-ban Fargetta feleségül vette Federica Panicucci olasz színésznőt.

## Fordítás
- Ez a szócikk részben vagy egészben  a   Fargetta című angol Wikipédia-szócikk fordításán alapul.  Az eredeti cikk szerkesztőit annak laptörténete sorolja fel. Ez a jelzés csupán a megfogalmazás eredetét és a szerzői jogokat jelzi, nem szolgál a cikkben szereplő információk forrásmegjelöléseként.